# Iordanivka, Mostîska
Iordanivka (în ucraineană Іорданівка) este un sat în comuna Zolotkovîci din raionul Mostîska, regiunea Liov, Ucraina.

## Demografie
Componența lingvistică a localității Iordanivka
     Ucraineană (85,87%)
Conform recensământului din 2001, majoritatea populației localității Iordanivka era vorbitoare de ucraineană (85,87%), existând în minoritate și vorbitori de polonă (14,13%).